# وحدة غرونوبل الحضرية
تشير وحدة غرنوبول الحضرية، وفقًا للمعهد الوطني للإحصاء والدراسات الاقتصادية، إلى جميع البلديات التي تتمتع باستمرارية البناء حول مدينة غرونوبل. تجمع هذه الوحدة الحضرية، أو التجمع السكاني بالمعنى العام، 456,057 نسمة في 38 بلدية على مساحة تبلغ 358.10 كيلومتر مربع. تحتل هذه الوحدة المرتبة الرابعة عشر كأكبر تجمع سكاني من حيث عدد السكان في فرنسا.